# Khellven
Khellven Douglas Silva Oliveira (Alexandria, 25 de fevereiro de 2001) é um futebolista brasileiro que atua como lateral-direito. Atualmente, joga pelo Palmeiras.

## Carreira

### Guarani de Palhoça
Iniciou sua carreira nas categorias de base do Guarani de Palhoça, onde acabou se destacando e despertando o interesse do Athletico Paranaense. 

### Athletico Paranaense
Khellven chegou ao CT do Caju em agosto de 2018 para atuar, inicialmente, nas equipes Sub-17 e Sub-19 do Athletico Paranaense.

#### 2019
No ano de 2019 fez parte do elenco que foi campeão do Campeonato Paranaense. Khellven tornou-se o primeiro jogador nascido no século XXI a jogar pelo time profissional do Athletico Paranaense. Em 6 de abril, Kelven marcou seu primeiro gol profissional pelo Furacão em uma partida do Campeonato Paranaense contra o Rio Branco. Já no dia 19 de maio, estreou no Brasileirão substituindo o zagueiro Robson Bambu, fazendo assim sua primeira aparição no Campeonato Brasileiro.
Ao final da temporada, sagrou-se campeão da Copa do Brasil 2019, jogando três jogos, dentre eles as duas finais.

#### 2021
Em 2021, com o Atlético Paranaense, conquistou a Copa Sul-Americana. Durante a campanha vitoriosa, Khellven disputou sete partidas pelo seu time.

#### 2022
Na temporada 2022, Khellven foi o titular pelo lado direito do Athletico e fez uma temporada sólida na equipe. Ao todo foram 42 jogos, com dois gols e cinco assistências.

#### 2023
Em 2023, Khellven fez dois gols e sete passes decisivos em 42 partidas (38 delas como titular). Ele encerrou sua passagem pelo Furacão com sete gols e deu 22 assistências em 158 jogos. Pelo Athletico, ele conquistou três estaduais (2019, 2020 e 2023), uma Copa do Brasil (2019) e uma Sul-Americana (2021).

### CSKA Moscou
Em 25 de agosto de 2023, o Athletico Paranaense concretizou a transferência de Khellven para o CSKA Moscou, clube situado na Rússia. O acordo ocorreu mediante o montante de 4,5 milhões de euros, o que equivale a aproximadamente R$ 23,7 milhões nos valores atuais de conversão cambial. Khellven firmou um contrato com o time russo até 2027 e anunciado oficialmente em 1 de setembro.

### Palmeiras
Khellven foi anunciado como novo reforço do Palmeiras em 4 de agosto de 2025. Embora os valores não tenham sido revelados, o portal esportivo ESPN Brasil relatou que o clube alviverde pagou cinco milhões de euros (cerca de 32 milhões de reais, na época) pela transferência. O lateral-direito foi apresentado oficialmente três dias depois, recebendo a camisa de número doze. Khellven fez sua estreia em 10 de agosto, ao entrar nos minutos finais de uma vitória por 2–1 frente ao Ceará, no Allianz Parque, pelo Campeonato Brasileiro.

## Títulos
Athletico Paranaense
- Campeonato Paranaense: 2019, 2020 e 2023
- Copa Sul-Americana: 2021[13]
- Copa do Brasil: 2019

CSKA Moscou
- Copa da Rússia: 2024–25
- Supercopa da Rússia: 2025